# Uronychiidae
Famille
Les Uronychiidae sont une famille de Ciliés de la classe des Hypotrichea et de l’ordre des Euplotida.

## Étymologie
Le nom de la famille vient du genre type Uronychia, dérivé du grec ancien οὐρά / ourá, « queue », et νυξ / nyx, « nuit ».

## Description
Les espèces du genre type Uronychia sont des Euplotida difficiles à identifier car elles se caractérisent par un péristome complexe à interpréter. Il se présente comme une grande dépression ovale qui dépasse légèrement sur la partie avant de l'AZM. Son bord droit montre une crête à double contour, portant une grande membrane ondulée, qui entoure également le bord postérieur jusqu'à la partie orale ; elle montre une série de plis marginaux en forme de cirres et d'autres plis complexes.
L’AZM dont la partie frontale est puissante, est constituée de larges membranes insérées dans des encoches profonde ; à droite 3 petites membranes transversales ; sur le « coude » antérieur gauche il y a 2 ou 3 membranes falciformes (en forme de lame de faux ou de faucille) très larges et longues faisant saillie vers l'extérieur. Une seconde membrane longe le bord gauche du péristome ; elle est composée de plusieurs parties faiblement accolées, chaque partie correspondant à une membranelle de l’AZM ; leurs crêtes basales sont presque toutes tournées dans le sens longitudinal de l'AZM.
Les cirres transversalles sont robustes ; à droite seuls 4 cirrus sont complètement développés ; 3 puissants cirres marginaux droits en forme de crochet débordant de la fosse dorsale latérale, s'insèrent dans une fosse dorsale ; à gauche, 2 cirres marginales ont aussi un fort développement. Les cils restants sont 2 petits cirres à l'arrière droit sur la face ventrale. Les cirres frontaux sont entièrement absents. 
La vacuole contractile est postérieure à droite. Le noyau forme généralement un fer à cheval plus ou moins fragmenté, ouvert vers la droite, avec au milieu un micronoyau. 
La face dorsale, fortement arquée, présente 5 sillons longitudinaux, qui sont couverts de soies courtes. 
La carapace dorsale est recourbée vers l'avant et est surmontée par la face terminale (arrondie ou légèrement pointue) du péristome.

## Habitat et répartition
La famille des Uronychiidae a une aire de répartition largement mondiale.
Le genre type Uronychia est, selon les observations d'Alfred Kahl, un genre vivant aussi bien dans les eaux salées de mer du Nord et de mer Baltique, que dans des eaux saumâtres.

## Liste des genres
Selon GBIF (11 février 2023) :
- Apodiophrys Jiang & Song, 2010
- Diophryopsis Hill & Borror, 1992
- Diophrys Dujardin, 1841
- Heterodiophrys Jiang & Song, 2010
- Paradiophrys Jankowski, 1978
- Pseudodiophrys Jiang, Warren & Song, 2011
- Uronychia Stein, 1859 genre type Synonyme : Campylopus Claparede & Lachmann, 1858 
  - Espèce type : Trichoda transfuga Müller, 1776 ⇔ Uronychia transfuga (Müller, 1776) Stein, 1859

Selon le World Register of Marine Species (11 février 2023) :
- Diophryopsis Hill & Borror, 1992
- Diophrys Dujardin, 1841
- Paradiophrys Jankowski, 1978
- Swedmarkia Dragesco, 1954
- Uronychia Stein, 1859

## Systématique
Le nom valide de ce taxon est Uronychiidae Jankowksi, 1975.